# 日本呼吸器学会
一般社団法人日本呼吸器学会（にほんこきゅうきがっかい、英語: The Japanese Respiratory Society）は、呼吸器学の進歩普及を目的に1961年に設立された学会。会員数は約1万名、呼吸器領域では日本最大の学術団体。
事務局を東京都文京区本郷3丁目28番8号日内会館7階に置いている。

## 沿革
概略
- 1961年 - 日本胸部疾患学会発足。
- 1997年 - 日本呼吸器学会に名称変更。禁煙に関する勧告を発表。
- 1999年 - 8月1日を肺の日と制定。
- 2002年 - 社団法人日本呼吸器学会設立。
- 2003年 - 禁煙宣言を公表。

## 活動
- 研究発表会・講演会等の開催、学会誌その他刊行物の発行、専門医等の認定、関連学術団体との連絡・協力、国際的な研究協力の推進、禁煙キャンペーン等一般市民向け啓発活動など[1]

## 機関誌
- 『日本呼吸器学会雑誌』 月1回